# روس دراموند
روس دراموند (بالإنجليزية: Ross Drummond)‏ (20 مارس 1994 - ) هو مدرب كرة قدم ولاعب كرة قدم بريطاني في مركز الظهير. لعب مع دونفرملين أثلتيك وبيرويك راينجرز.

## وصلات خارجية
- روس دراموند على موقع قاعدة بيانات كرة القدم.إي يو (الإنجليزية)
- روس دراموند على موقع Soccerbase.com (لاعب) (الإنجليزية)